# Katriina Talaslahti
Katriina Talaslahti, née le 21 septembre 2000 à Espoo en Finlande, est une joueuse de football internationale finlandaise qui évolue au poste de gardienne au Dijon FCO.

## Biographie

### Jeunesse en Finlande
Katriina Talaslahti débute le football à six ans au Leppävaaran Pallo. Elle rejoint ensuite le FC Honka, où elle découvre le poste de gardienne.

### L'apprentissage dans les grands clubs européens
À 13 ans, elle participe avec le FC Honka à un tournoi en Allemagne, à Gütersloh, où elle est remarquée par le FC Nuremberg. Elle déménage alors avec sa famille pour jouer avec le club allemand. Après un an, elle rejoint le Bayern Munich avec sa grande sœur Pauliina. La gardienne finlandaise Tinja-Riika Korpela évolue également dans le club bavarois, ce qui facilite l'intégration et l'apprentissage de Katriina. Elle signe son premier contrat professionnel en 2016, et remporte le championnat des moins de 17 ans en 2017. Avec les seniors, elle reste cantonnée à un rôle de doublure ou à des matches en équipe bis, avec laquelle elle remporte la deuxième division allemande.
En 2019, à la fin de son contrat, elle rejoint l'Olympique lyonnais, champion d'Europe en titre. Elle ne dispute cependant toujours aucun match, malgré une Ligue des champions remportée en 2020.

### L'émergence à Fleury
À l'intersaison 2021, elle s'engage avec le FC Fleury 91 en D1, pour trouver enfin du temps de jeu. Elle est en concurrence avec Émmeline Mainguy, mais parvient à faire sa place. Avec l'équipe francilienne, elle réalise une excellente saison avec une 4e place en championnat et une demi-finale en Coupe de France. Elle connaît alors sa première sélection avec la Finlande en avril 2022.